# الساندرو باسولی
الساندرو باسولی (انگلیسی: Alessandro Bassoli؛ زادهٔ ۱۹ ژوئن ۱۹۹۰) بازیکن فوتبال اهل ایتالیا است.
از باشگاه‌هایی که در آن بازی کرده‌است می‌توان به باشگاه فوتبال کیه‌وو ورونا، باشگاه فوتبال کرمونزه، باشگاه فوتبال مودنا، و باشگاه فوتبال بولونیا اشاره کرد.